# Sylhet
Sylhet (Sylheti: ꠍꠤꠟꠐ Silôţ, bengalí: সিলেট Sileţ), és una ciutat del nord-est de Bangladesh, capital de la divisió de Sylhet i del districte de Sylhet. Des de març de 2009 és una corporació metropolitana amb 27 wards i 210 mahalles. Està situada a la riba del riu Surma rodejada de muntanyes. La població el 2008 era de 463.198 habitants. La població el 1872 era de 16.846, el 1881 de 14.407, el 1891 de 14.027, i el 1901 de 13.893 habitants. Al nord de la ciutat hi ha l'Aeroport Internacional Osmani.

## Història
La regió de Samatata o Suknat, on es troba Sylhet, estava formada per diversos regnes hindús entre els quals Laor, Jayantia, i Gauda, i una part depenia del regne de Kamrup (Assam). La conquesta del territori la va començar el 1322 el sultà Firuz Shah de Lakhnawati o Bengala. Sylhet era la capital d'un regne hindú que finalment fou conquerit pels musulmans el 1384 amb l'ajut del faquir (xeic suhrawardi) Shah Jalal Mujarrat Kunyai, que encara té una mesquita al nord de la ciutat. Els mogols la van dominar a l'inici del segle xvii. El 1874, sota els britànics, fou agregada a la província d'Assam. Fou una població de poca importància i fou destruïda pel terratrèmol del 1897 (només 55 morts), sent després reconstruïda. Fou constituïda en municipalitat el 1888. El 1947 la població musulmana va optar pel Pakistan i va formar un districte dins aquest estat, després Bangladesh. La regió és rica en recursos com el gas natural i la calç. Hi ha fabriques de ciment, fertilitzants i de te (les plantacions de la zona són cèlebres). Una part destacada de la seva economia són els enviaments de diners dels emigrants, molts establerts al Regne Unit.

## Clima
| Temperatures i precipitacions mitjanes de Sylhet, Bangladesh | Temperatures i precipitacions mitjanes de Sylhet, Bangladesh | Temperatures i precipitacions mitjanes de Sylhet, Bangladesh | Temperatures i precipitacions mitjanes de Sylhet, Bangladesh | Temperatures i precipitacions mitjanes de Sylhet, Bangladesh | Temperatures i precipitacions mitjanes de Sylhet, Bangladesh | Temperatures i precipitacions mitjanes de Sylhet, Bangladesh | Temperatures i precipitacions mitjanes de Sylhet, Bangladesh | Temperatures i precipitacions mitjanes de Sylhet, Bangladesh | Temperatures i precipitacions mitjanes de Sylhet, Bangladesh | Temperatures i precipitacions mitjanes de Sylhet, Bangladesh | Temperatures i precipitacions mitjanes de Sylhet, Bangladesh | Temperatures i precipitacions mitjanes de Sylhet, Bangladesh | Temperatures i precipitacions mitjanes de Sylhet, Bangladesh |
| Mes                                                          | Gen                                                          | Feb                                                          | Mar                                                          | Abr                                                          | Mai                                                          | Jun                                                          | Jul                                                          | Ago                                                          | Set                                                          | Oct                                                          | Nov                                                          | Des                                                          | Any                                                          |
| ------------------------------------------------------------ | ------------------------------------------------------------ | ------------------------------------------------------------ | ------------------------------------------------------------ | ------------------------------------------------------------ | ------------------------------------------------------------ | ------------------------------------------------------------ | ------------------------------------------------------------ | ------------------------------------------------------------ | ------------------------------------------------------------ | ------------------------------------------------------------ | ------------------------------------------------------------ | ------------------------------------------------------------ | ------------------------------------------------------------ |
| Mitjana més altes °F (°C)                                    | 73 (23)                                                      | 80 (27)                                                      | 86 (30)                                                      | 88 (31)                                                      | 85 (29)                                                      | 86 (30)                                                      | 88 (31)                                                      | 87 (31)                                                      | 86 (30)                                                      | 83 (28)                                                      | 81 (27)                                                      | 75 (24)                                                      | 84 (29)                                                      |
| Mitjana més baixes °F (°C)                                   | 50 (10)                                                      | 55 (13)                                                      | 64 (18)                                                      | 69 (21)                                                      | 71 (22)                                                      | 75 (24)                                                      | 77 (25)                                                      | 76 (24)                                                      | 75 (24)                                                      | 70 (21)                                                      | 62 (17)                                                      | 55 (13)                                                      | 66 (19)                                                      |
| Precipitació inches (mm)                                     | 0.4 (10.2)                                                   | 1 (25.4)                                                     | 4.1 (104.1)                                                  | 13.7 (348)                                                   | 21.9 (556.3)                                                 | 32 (812.8)                                                   | 31.5 (800.1)                                                 | 24.5 (622.3)                                                 | 20.2 (513.1)                                                 | 9.5 (241.3)                                                  | 1 (25.4)                                                     | 0.3 (7.6)                                                    | 160,1 (4.066,5)                                              |
| Font:                                                        |                                                              |                                                              |                                                              |                                                              |                                                              |                                                              |                                                              |                                                              |                                                              |                                                              |                                                              |                                                              |                                                              |

## Agermanaments
- Amman, Jordània
- Westminster, Londres, Regne Unit
- Tower Hamlets, Gran Londres, Regne Unit